# Utrikespolitiska institutet

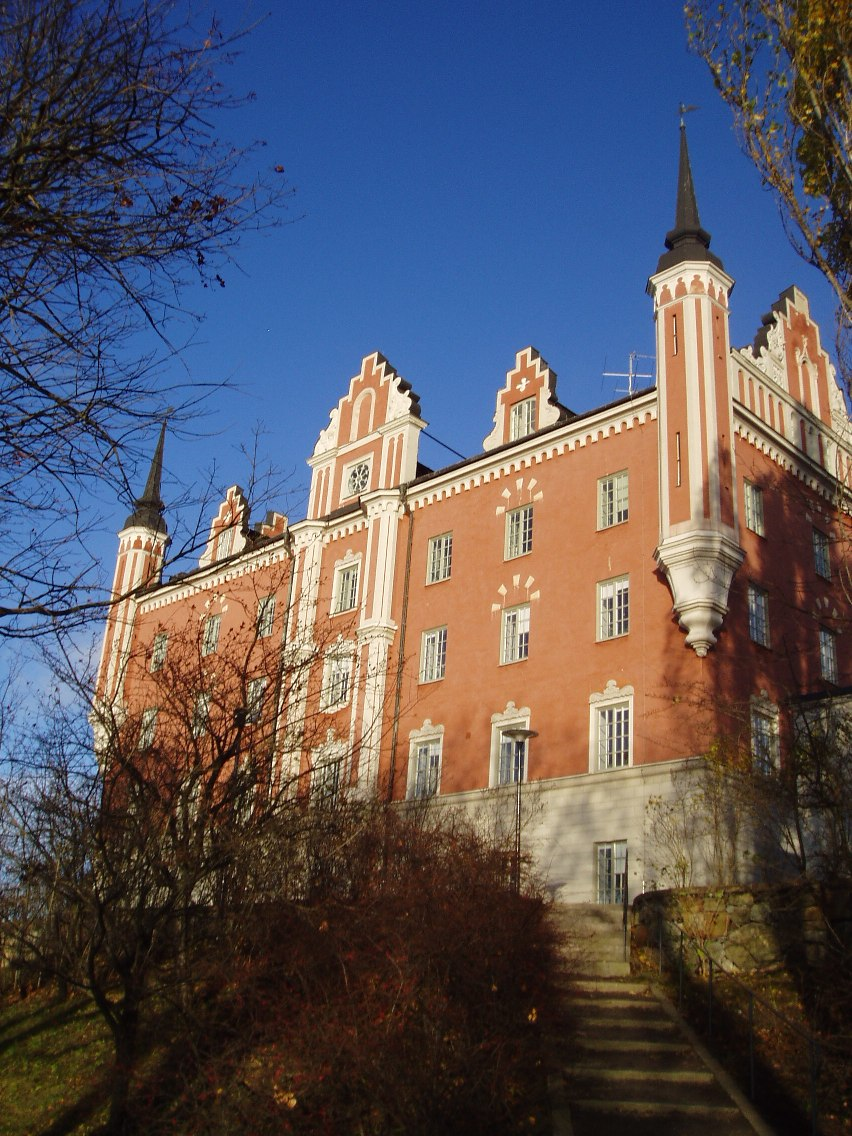

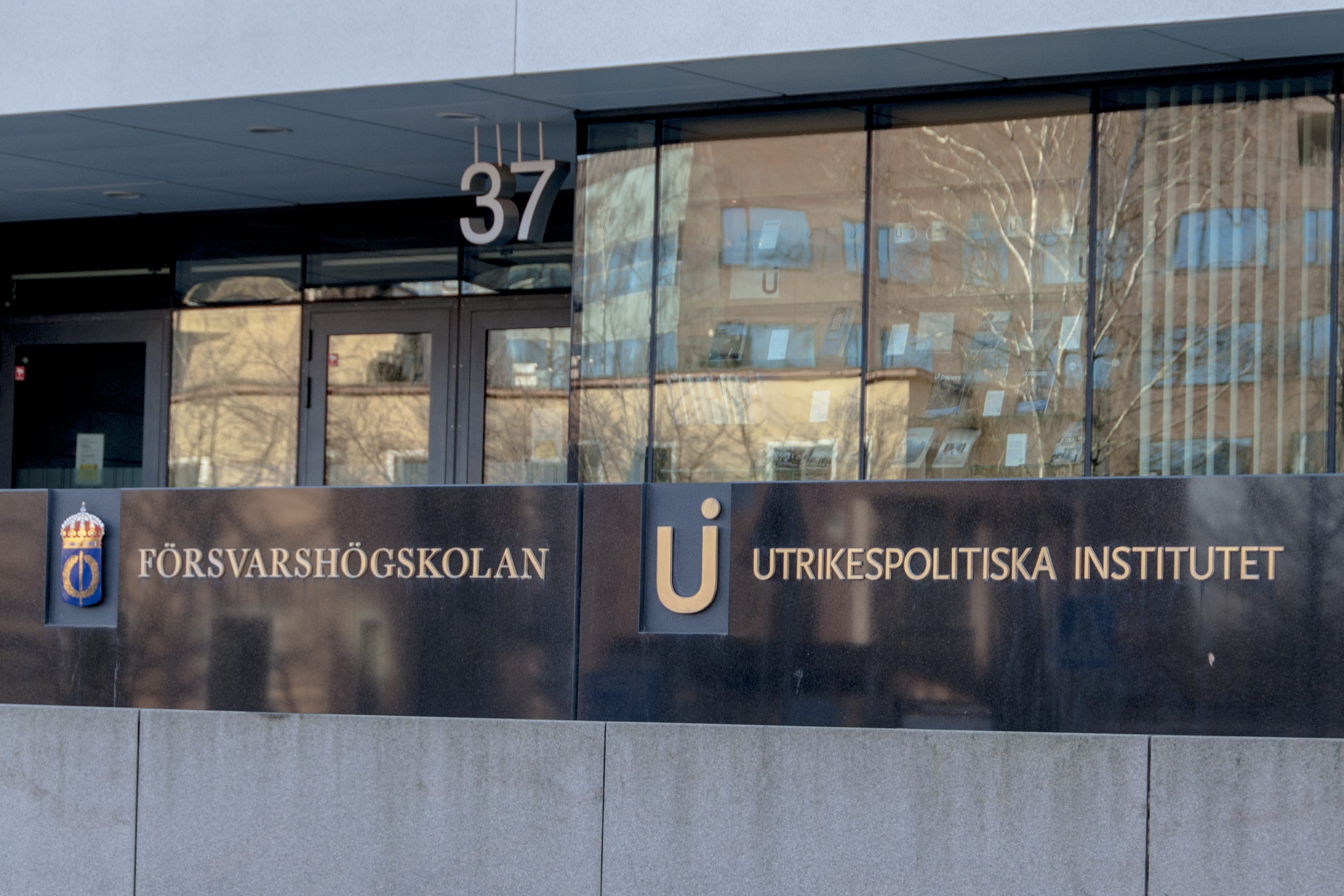
Entrén vid Drottning Kristinas väg 37

Utrikespolitiska institutet (UI) är ett oberoende institut med uppdrag att främja intresset för och fördjupa kunskapen om utrikes- och säkerhetspolitiska frågor. Det sker dels genom forskning, dels genom informationsverksamhet riktad till en bredare publik. UI drivs som en ideell förening med Utrikespolitiska samfundet som huvudman.
Institutet bildades 1938 som Kommittén för utrikespolitisk upplysning med tidiga medarbetare som Yngve Lorents och Ragnvald Lundström. Institutets nuvarande namn antogs 1940. 
Yngve Lorents var ordförande 1938–50. Bland senare ordföranden märks Kurt Samuelsson, Yngve Möller,  Nils Andrén och Leif Leifland.
Vid institutet bedrivs forskning och analys inom fyra forskningsprogram och två nationella kunskapscentrum:
- Europaprogrammet – om europeisk integration och säkerhet samt Europas internationella och transatlantiska relationer.
- Mellanöstern- och Nordafrikaprogrammet – om geopolitiska dragkamper och social transformation i regionen.
- Asienprogrammet – om maktrelationer i Asien, Asiens globala påverkan samt normer och demokrati i Asien.
- Programmet för global politik och säkerhet – om fred och säkerhet, genus och rättigheter, samt global styrning med inriktning mot klimat och energi.

Regeringen beslöt 2020 att inom UI inrätta två nationella kunskapscentrum: Centrum för Östeuropastudier (Stockholm Centre for Eastern European Studies, SCEEUS) och Nationellt kunskapscentrum om Kina (NKK).
Informationsverksamheten omfattar seminarier, utgivning publikationer samt expertmedverkan i media. Tidskriften Utrikesmagasinet och podden Utblick produceras av en publicistiskt fristående redaktion som också står bakom länderdatabasen Landguiden.
Sedan 2025 ligger Utrikespolitiska institutet i Amiralitetshuset på Skeppsholmen i Stockholm, med adressen Amiralitetsbacken 1. Från 2005 till 2018 drev institutet Anna Lindh-biblioteket tillsammans med Försvarshögskolan. 
Liknande forskningsinstitut utomlands är t ex Chatham House i London och Council on Foreign Relations i New York, båda två grundade strax efter första världskrigets slut. I synnerhet Chatham House kan ha utgjort en förebild för det tidiga UI.

## Direktörer
- 1938–1945: Ragnvald Lundström
- 1946–1948: Brita Skottsberg Åman
- 1948–1960: Lennart Hirschfeldt
- 1960–1970: Karl E. Birnbaum
- 1968–1970: Åke Sparring (tf)
- 1970–1985: Åke Sparring
- 1985–1988: Nordal Åkerman
- 1988–1992: Bo Huldt
- 1992–1995: Rutger Lindahl
- 1995–1997: Bo Huldt
- 1997–2004: Anders Mellbourn
- 2005–2010: Tomas Ries
- 2010–2014: Anna Jardfelt
- 2014–2018: Mats Karlsson
- 2018–2022: Christer Ahlström
- 2022– : Jakob Hallgren [4]